# Liste von Söhnen und Töchtern der Lutherstadt Wittenberg
Die Liste enthält Personen, die in Wittenberg geboren sind. Ob die Stadt zu ihrem späteren Wirkungskreis gehört, ist dabei unerheblich. Die Liste erhebt keinen Anspruch auf Vollständigkeit. Andere Persönlichkeiten mit Wittenberger Bezug befinden sich in der Liste von Persönlichkeiten der Lutherstadt Wittenberg.

## A
- Siegfried Appelt (* 1956), Plastiker, Maler und Grafiker
- Karl-Hans Arndt (* 1935; † 2012 in Erfurt), Mediziner
- Melanie Arndt (* 1977), Wirtschaftshistorikerin
- Hans Arnold (* 1860; † 1913 in Charlottenburg), Bildhauer
- Karl Gottlieb Anton (* 1778; † 1861 in Görlitz), Altphilologe

## B
- Friedrich Gottlieb Barth (* 1738; † 1794 in Schulpforte), Pädagoge und Sprachwissenschaftler
- Constanze Behrends (* 1981), Schauspielerin und Sängerin
- Peter Benedix (* 1980), Dokumentarfilmer
- Christof Heinrich von Berger (* 1687; † 1737 in Wien), Jurist
- Friedrich Ludwig von Berger (* 1701; † 1735 in Wetzlar), Jurist
- Horst Berger (1934–2024), Soziologe und Hochschullehrer
- Johann August von Berger (* 1702; † 1770 in Celle), Jurist
- Martin Berger (* um 1483; † 1529 in Wittenberg), Mediziner
- Friederike Bernhardt (* 1986), Komponistin und Pianistin
- Birgit Berthold (* 1959), Schauspielerin
- Karsten Bindrich (* 1973), Sportschütze
- Matthäus Blöchinger (* 1520; † 1584 in Kemberg), Mathematiker, Philologe und Theologe
- Moritz Blum (* 1596; † 1626 in Wittenberg), Mediziner
- Benjamin Gottlieb Lorenz Boden (* 1737; † 1782 in Wittenberg), Historiker und Literaturwissenschaftler
- Anton Bodenstein (* um 1517; † 1572 in Marienburg), evangelischer Prediger in Mähren, Preußen und dem Herzogtum Braunschweig
- Adolf Boettge (* 1848; † 1913 in Wiesbaden), Militärmusiker
- Paul Bosse (* 1881; † 1947 in Wittenberg), Chirurg, Gynäkologe und Klinikgründer
- Kate Bosse-Griffiths (* 1910; † 1998 in Swansea), Ägyptologin und kymrische Schriftstellerin
- Johann Gottfried Brendel (* 1712; † 1758 in Göttingen), Mediziner
- Christian Brück (* 1516; † 1567 in Gotha), sächsischer Kanzler
- Johannes Bugenhagen der Jüngere (* 1527; † 1594 in Wittenberg), Theologe
- Michael Büker (* 1987), Physiker, Wissenschaftsjournalist, Autor und Wissenschaftskommunikator
- Johann Polycarp Bulius (* 1711; † 1778 in Torgau), Seidenfabrikant

## C
- Benedikt Carpzov der Jüngere (* 1595; † 1666 in Leipzig), Rechtsgelehrter
- Konrad Carpzov (* 1593; † 1658 in Halle (Saale)), Rechtswissenschaftler und Staatsmann
- Ernst Florens Friedrich Chladni (* 1756; † 1827 in Breslau), Jurist und Physiker
- Johann Martin Chladni (* 1710; † 1759 in Erlangen), Theologe und Historiker
- Ernst Martin Chladni (* 1715; † 1782 in Wittenberg), Jurist
- Gerhard Commichau (* 1933; † 2019 in Hamburg), Rechtsanwalt und Regierender Kommendator der Hamburgischen Kommende des Johanniterordens
- Augustin Cranach (* 1554; † 1595 in Wittenberg), Maler und Graphiker
- Lucas Cranach der Jüngere (* 1515 † 1586 in Wittenberg), Maler
- Caspar Cruciger der Jüngere (* 1525; † 1597 in Kassel), Theologe

## D
- Adelheid Dietrich (* 1827; † 1891 in Erfurt), Malerin
- Christian Donati (* 1640; † 1694 in Wittenberg), Logiker
- Walter Dreizner (* 1908; † 1996 in Halle (Saale)), Fotograf
- Christoph Dübener (* 1987), Handballspieler

## E
- Annemarie Eilfeld (* 1990), Sängerin
- Wilhelm Elfe (* 1843; † 1931 in Wittenberg), Stadtrat, Ehrenbürger Wittenbergs
- Werner Ende (1937–2024), Islamwissenschaftler
- Cassandra Engel (* 1986), Handballspielerin
- Johann Friedrich Erdmann (* 1778; † 1846 in Wiesbaden), Mediziner
- Karl Gottfried Erdmann (* 1774; † 1835 in Dresden), Mediziner und Botaniker
- Ruprecht Eser (1943–2022), Fernsehjournalist

## F
- Matthias Fahrig (* 1985), Kunstturner
- Tobias Falberg (* 1976), Schriftsteller und Zeichner
- Friedrich August Fischer (* 1727; † 1786 in Wittenberg), Rechtswissenschaftler
- Valentin Forster (* 1530; † 1608 in Helmstedt), Jurist
- Reinhold Franckenberger (* 1585; † 1664 in Wittenberg), Historiker
- Christian Friedrich Franke (* 1767; † 1794 in Wittenberg), Theologe
- Klaus Franke (* 1941), Handballspieler und -trainer
- Friedrich Freytag (* 1853; † 1920 in Chemnitz), Ingenieur
- Prista Frühbottin (* 1490; † 29. Juni 1540 in Wittenberg), hingerichtet in einem Hexenprozess wegen angeblichen Wetterzaubers und Weidevergiftens
- Max Fürbringer (* 1846; † 1920 in Heidelberg), Mediziner

## G
- Johannes Garcaeus der Jüngere (* 1530; † 1574 in Neustadt (Dosse)), Theologe und Astrologe
- Louis Gast (* 1819; † 1882 in Dresden), Kaufmann, Ehrenbürger Wittenbergs
- Albert Giese (* 1803; † 1834 in Rostock), Linguist
- Norbert Gladis (* 1956), Graphikdesigner, Maler und Plastiker
- Rudolf Goclenius der Jüngere (* 1572; † 1621 in Marburg), Professor für Physik, Medizin und Mathematik in Marburg
- Henriette Gödde (* 1986), Opern- und Konzertsängerin
- Paul Goldstein (* 1532; † 1578 in Berlin), Jurist, kurbrandenburgischer Hofrat und sächsischer Rittergutsbesitzer
- Christian Gottlob Ernst Am Ende (* 1819; † 1890 in Dresden), Bibliothekar, Buchhändler und Schriftsteller
- Bert Grabsch (* 1975), Radsportler
- Ralf Grabsch (* 1973), Radsportler
- Georg Sigismund Green der Ältere (* 1673; † 1734 in Chemnitz), Theologe
- Christian Groß (* 1601; † 1673 in Stettin), Theologe, erster Kurfürstlich-Brandenburgischer Generalsuperintendent

## H
- Joachim Bernhard Nicolaus Hacker (* 1760; † 1817 in Zscheila), Theologe, Poet und Schriftsteller
- Heinrich Gottfried Haferung (* 1713; † 1759 in Schönewalde), Theologe
- Walter Hahn (* 1929; † 1996 in Brüssel), Journalist und Radiomoderator
- Wilhelm Halfmann (* 1896; † 1964 in Kiel), evangelischer Bischof
- Konrad Jule Hammer (* 1926; † 1991), Galerist und kulturpolitischer Autor
- Cristian Hanack (* 1692; † 1765 in Wittenberg), Rechtswissenschaftler
- Johann Gottlieb Hauptmann (* 1703; † 1768 in Lübbenau), Sprachforscher und Theologe
- Georg Michael Heber (* 1652; † 1702 in Wittenberg), Rechtswissenschaftler
- Peter Heige der Jüngere (* 1597; † 1634 in Großenhain), Mediziner und Hofarzt
- Moreen Heine (* 1982), Informatikerin
- Christoph Heinrich (* 1985), Opernsänger
- Marion Hermann-Röttgen (* 1944), Logopädin
- André Herrmann (* 1986), Slam-Poet, Blogger, Autor und Kolumnist
- Else Hertzer (* 1884; † 1978 in Berlin), Malerin und Graphikerin
- Marie Sophie Hingst (* 1987; † 2019 in Dublin), Bloggerin
- Christian Gottlob Holtzhausen (* 1811; † 1894 in Wittenberg), Fabrikant, Ehrenbürger Wittenbergs
- Christian Gottlieb Hommel (* 1737; † 1802 in Wittenberg), Rechtswissenschaftler
- Rudolf von Horn (1833–1905), preußischer Generalmajor
- Carl Christian Horvath (* 1752; † 1837 in Potsdam), Gründer des deutschen Börsenvereins
- Johann Gottlieb Horwein (* 1709; † 1770 in Dahme), Theologe
- Ägidius Hunnius der Jüngere (* 1594; † 1642 in Altenburg), Theologe

## J
- Julius von Jasmund (1827–1879), Historiker, Diplomat und Journalist
- Justus Jonas der Jüngere (* 1525; † 1567 in Kopenhagen), Jurist und Diplomat
- Melchior Junius (* 1545; † 1604 in Straßburg), Rhetoriker und Humanist

## K
- Franziska Kersten (* 1968), Politikerin (SPD)
- Gerhard Kettmann (* 1928; † 2009 in Halle (Saale)), Sprachwissenschaftler
- Georg Wilhelm Kirchmaier (* 1673; † 1759 in Wittenberg), Sprachwissenschaftler
- Torsten Klieme (* 1965), politischer Beamter (SPD)
- Johann Friedrich Klotzsch (* 1805; † 1860 in Berlin), Botaniker, Apotheker und Mediziner
- Ernst Gottfried Christian Klügel (* 1737; † 1819 in Wittenberg), Rechtswissenschaftler
- Christian Gottlieb Kluge der Jüngere (* 1742; † 1824 in Meißen), Theologe und Pädagoge
- Siegfried Körber (* 1936; † 2019 in Audenge), Maler, Grafiker und Hochschullehrer
- Gottfried Reinhold Köselitz (* 1692; † 1754 in Zerbst), Jurist
- Johann Augustin Köselitz (* 1721; † 1790 in Zerbst), Theologe
- Helmut Kraatz (* 1902; † 1983 in Berlin), Mediziner
- Bartholomäus Kranepul (* um 1450; † 1508 in Wittenberg), Theologe
- Georg Friedrich Kraus (* 1718; † 1784 in Wittenberg), Rechtswissenschaftler
- Christian Kroll (* 1983), Unternehmer und Umweltschützer
- Erna Krüger (* 1883; † 1973 in Osterode), Malerin
- Johann Bartholomäus Krüger (* 1608; † 1638 in Königsberg), Mediziner
- Walter Kühn (* 1902; † 1980), Jurist, Kammergerichtspräsident
- Heinrich Kühne (* 1910; † 2003 in Wittenberg), Historiker und Heimatforscher
- Margarete von Kunheim (* 1534; † 1570 in Mohrungen), jüngste und einzige überlebende Tochter Martin Luthers
- Adolf Karl Kunzen (* 1720; † 1781 in Lübeck), Musiker

## L
- Arthur Lambert (* 1891; † 1983 in Wuppertal), Leichtathletiktrainer
- Ruprecht Langer (* 1984), Musikwissenschaftler
- Christian August Langguth (* 1754; † 1814 in Wittenberg), Mediziner und Physiker
- Michael Friedrich Lederer (* 1639; † 1674 in Wittenberg), Rechtswissenschaftler
- Paul Leonhardt (* 1852; † 1927 in Wittenberg), Kaufmann, Ehrenbürger Wittenbergs
- Gottlieb Leuchtenberger (* 1839; † 1914 in Wernigerode), Philosoph und Pädagoge
- Johann Georg Leutmann (* 1667, † 1736 in Sankt Petersburg), Feinmechaniker, Optiker und Physiker
- Augustin Leyser (* 1683; † 1752 in Wittenberg), Jurist
- Polykarp Leyser II. (* 1586; † 1633 in Leipzig), Theologe
- Wilhelm Leyser II. (* 1628; † 1689 in Wittenberg), Jurist und Rechtswissenschaftler
- Bernd Lindner (* 1952), Kulturhistoriker und Kultursoziologe
- Johanne Friederike Lohmann (* 1749; † 1811 in Leipzig), Schriftstellerin
- Hans Lorbeer (* 1901; † 1973 in Wittenberg), Schriftsteller, Ehrenbürger Wittenbergs
- Peter B. Lorre (* 1984), Gitarrist, Sänger und Komponist
- Johannes Luther (* 1526; † 1575 in Königsberg), Jurist am herzoglich-sächsischen Hof in Weimar und Gotha
- Magdalena Luther (* 1529; † 1542 in Wittenberg), von Lucas Cranach porträtierte Tochter des Reformators Martin Luther
- Paul Luther (* 1533; † 1593 in Leipzig), Mediziner
- Walter Lutze (* 1891; † 1980 in Berlin-Charlottenburg), Dirigent und Komponist

## M
- Johann Abraham Mayer (* 1684; † 1726 in Greifswald), Mediziner
- Gottfried Meisner (* 1618; † 1690 in Großenhain), Theologe
- Lothar Meister I (* 1931; † 2021), Radsportler
- Anna Melanchthon (* 1522; † 1547 in Königsberg), Gelehrte, Tochter Philipp Melanchthons
- Johann Caspar Ludwig Mencke (* 1752; † 1795 in Halle (Saale)), Rechtswissenschaftler
- Johann Michael (* 1638; † 1718 in Altona), Theologe
- Klaus Michael (* 1959), Germanist und Literaturwissenschaftler
- Robert Mittag (* 1886; † 1957), Politiker (CDU), Abgeordneter der Volkskammer der DDR
- Carl Richard Moench (* 1850; † 1921), deutsch-amerikanischer Philologe und Hochschullehrer
- Joachim Mörlin (* 1514; † 1571 in Königsberg), Theologe und Reformator
- Maximilian Mörlin (* 1516; † 1584 in Coburg), Theologe und Reformator
- Kurt Mosert (* 1907; † 1934 im KZ Lichtenburg), SA-Führer und eines der Opfer des sogenannten Röhm-Putsches
- Johann Heinrich Mücke (* 1735; † 1799 in Grimma), Pädagoge und Philologe
- Manuela Mucke (* 1975), Kanutin
- Carl Otto Müller (1819–1898), Jurist und Politiker
- Sepp Müller (* 1989), Politiker (CDU)
- Sebastian Müller-Bahr (* 1980), Kommunalpolitiker (CDU)
- Caroline Müller-Korn (* 1993), Handballspielerin

## N
- Eckhard Naumann (* 1947), Oberbürgermeister von Wittenberg
- Justin Neumann (* 1998), Fußballspieler
- Manfred Nitsche (1938–2024), Maler und Grafiker
- Gregor Wilhelm Nitzsch (* 1790; † 1861 in Leipzig), klassischer Philologe
- Karl Ludwig Nitzsch (* 1751; † 1831 in Wittenberg), Theologe
- Georg Nymmann (* 1592; † 1638 in Wittenberg), Mediziner

## O
- Christian Gottfried Oertel (1718–1775), Beamter und Fachschriftsteller
- Michael Ohnesorge (* 1983), Fußballspieler

## P
- Pascal Pannier (* 1998), Fußballspieler
- Ines Papert (* 1974), Eiskletterin
- Benedikt Pauli (* 1490; † 1552 in Wittenberg), Rechtswissenschaftler
- Ulrich Petzold (* 1951), Politiker
- Caspar Pezel (* 1573; † 1634 in Detmold), Jurist, Archivar und Bibliothekar
- Frank-Michael Pietzsch (* 1942), Politiker
- Friedrich Praetorius (* 1996), Dirigent
- Ingrid Preuß (* 1949), Sängerin, Duo Inga und Wolf
- Patrick Puhlmann (* 1983), Politiker, Landrat des Landkreises Stendal

## R
- Uwe Raab (* 1962), Radsportler
- Hermann Reinecke (* 1888; † 1973 in Hamburg), General der Wehrmacht
- Erich Reusch (* 1925; † 2019), Bildhauer und Architekt
- Johann Bartholomäus Reusner (* 1613; † 1660 in Dresden), Jurist und sächsischer Oberkonsistorialrat
- Olaf Rieck (* 1964), Bergsteiger
- Wolfgang Rieck (* 1954), Politiker (CDU)
- Helmut Rippl (1925–2022), Garten- und Landschaftsarchitekt
- Johann Gottlieb Rintsch (* 1788; † 1867), Theologe und Ehrenbürger Neustadt an der Orla
- Paul Philipp Röber (* 1632; † 1696 in Freiberg), lutherischer Theologe
- Johann Gottfried Rochau (* 1684; † 1756), evangelischer Theologe
- Katrin Rönicke (* 1982), Journalistin, Bloggerin und Podcasterin
- Johannes Rotlöben (* 1593; † 1649 in Hadersleben), lutherischer Geistlicher
- Gustav Martin Adolf Rotte (1830–1895), preußischer Generalmajor

## S
- Johannes Schaaf (* 1898; † nicht ermittelt), Mediziner und Hochschullehrer
- Frank Scheurell (* 1962), Politiker (CDU)
- Volker Scheurell (* 1967), Politiker (AfD)
- Thea Schleusner (* 1879; † 1964 in Berlin), Malerin
- Annerose Schmidt (1936–2022), Pianistin
- Uve Schmidt (1939–2021), Dichter und Schriftsteller
- Torsten Schneider (* 1969), Rechtsanwalt und Politiker, Mitglied im Abgeordnetenhaus von Berlin
- David Schollmeyer (* 1971), Kirchenmusiker und Konzertorganist
- Bartholomäus Schönborn (* 1530; † 1585 in Zerbst), Mediziner
- Ernst Christian Schröder (* 1675; † 1758 in Wittenberg), Mathematiker
- Curt Schulze (* 1881; † 1966 in München), Veterinärmediziner, Generaloberstabsveterinär, und Rennstallleiter
- Ingrid Schulze (* 1929; † 2009), Kunsthistorikerin
- Paul Schwarze (* 1888; † 1943), Antifaschist und Arbeiterfunktionär
- Julius Schweikert (* 1807; † 1876 in Moskau), Mediziner und Pionier der Homöopathie
- Laura Schuhrk (* 1974), Schauspielerin und Autorin
- Oliver Schwarz (* 1989), Filmregisseur, Filmeditor, Kameramann, Maskenbildner und Spezialeffektekünstler
- Andreas Sennert (* 1606; † 1689 in Wittenberg), Orientalist, Lexikograf und Bibliothekar
- Michael Sennert (* 1615; † 1691 in Wittenberg), Mediziner
- Herbert Sennewald (* 1905; † 1964 in St. Johann in Tirol), Filmproduktionsleiter
- Moritz Ludwig Seyffert (* 1809; † 1872 in Potsdam), Altphilologe
- Paul Gottfried Sperling (* 1652; † 1709 in Wittenberg), Mediziner
- Johann Stoltz (* 1514; † 1556 in Weimar), Theologe
- Aegidius Strauch I. (* 1583; † 1657 in Dresden), Theologe
- Aegidius Strauch II. (* 1632; † 1682 in Danzig), Theologe
- Johann Strauch I. (* 1588; † 1639 in Wittenberg), Rechtswissenschaftler
- Michael Strauch (* 1635; † 1709 in Wittenberg), Mathematiker
- Gottfried Strauß (* 1641; † 1706 in Wittenberg), Rechtswissenschaftler, Hof- und Appellationsrat
- Johann Michael Strauß (* 1628 in Wittenberg; † 1692 in Pirna), lutherischer Theologe
- Helmut Strehl (* 1931; † 2019), Bauingenieur und Rektor der FH Aachen
- Gottfried Suevus der Jüngere (* 1652; † 1718 in Wittenberg), Rechtswissenschaftler
- Jan Suski (* 1964), Grafiker, Comiczeichner und Illustrator

## T
- Christian Taubmann (* 1597; † 1651 in Wittenberg), Rechtswissenschaftler
- Franz Thedieck (* 1947; † 2017 in Karlsruhe), Rechtswissenschaftler
- Mathias Tietke (* 1959), Journalist, Sachbuchautor, Yogalehrer
- Tobias Tilemann (* 1584; † 1614 in Wittenberg), Mathematiker
- Salomo Konstantin Titius (* 1766; † 1801 in Wittenberg), Mediziner
- Carl August Tittmann (* 1775; † 1834 in Dresden), Jurist
- Friedrich Wilhelm Tittmann (* 1784; † 1864 in Dresden), Archivar und Historiker
- Ferdinand Trautmann (* 1833; † 1902), HNO-Arzt, Sanitätsoffizier
- Hermann Trautmann (* 1842; † 1926 in Köthen), Kaufmann und Mitglied des Deutschen Reichstags
- Christian Tylsch (* 1983), Landrat von Wittenberg

## V
- Abraham Vater (1684–1751), Mediziner
- Karl Vogt (1808–1869), Theologe
- Wilhelm Vitz (1834–1907), Altphilologe und Gymnasiallehrer

## W
- Antje Wagner (* 1974), Schriftstellerin
- Hans Wagner (* 1852; † 1940 in Frankfurt am Main), Briefmarkenkundler
- Augustin Friedrich Walther (* 1688; † 1746 in Leipzig), Arzt, Anatom und Botaniker
- Eduard Friedrich Weber (* 1806; † 1871 in Leipzig), Mediziner
- Ernst Heinrich Weber (* 1795; † 1878 in Leipzig), Physiologe
- Wilhelm Weber (* 1804; † 1891 in Göttingen), Physiker
- Max Weiß (* 1874; † nach 1944), Offizier, Politiker, Landrat, Forschungsreisender und Topograf
- Walther Wenck (* 1900; † 1982 in Bad Rothenfelde), General der Wehrmacht
- Claudia Wenzel (* 1959), Schauspielerin
- Ernst Friedrich Wernsdorf (* 1718; † 1782 in Wittenberg), Theologe und Kirchenhistoriker
- Gottlieb Wernsdorf I. (* 1717; † 1774 in Danzig), Pädagoge, Rhetoriker und Autor
- Johann Christian Wernsdorf I. (* 1723; † 1793 in Helmstedt), Schriftsteller, Dichter und Rhetoriker
- Richard Wiener (* 1927), Anwalt, Ehrenbürger Wittenbergs
- Georg Friedrich Wiesand (* 1777; † 1842 in Dresden), Jurist und Politiker
- Bernt Wilke (* 1943), Maler und Grafiker
- Ludwig Winter (* 1868; † 1920 in Frankfurt am Main), Marine- und Gouvernementspfarrer, Leiter der Deutschen Realschule in Tianjin
- Bruno Wittig (* 1885; † 1973 in Butzbach), Politiker (SPD)
- Frantz Wittkamp (* 1943), Dichter und Maler
- Eduard Wunder (* 1800; † 1869 in Grimma), Philologe und Pädagoge, langjähriger Rektor der Fürstenschule Grimma

## Z
- Johann August Zeune (* 1778; † 1853 in Berlin), Pädagoge
- Georg David Ziegra (* 1653; † 1724 in Schmiedeberg), evangelischer Theologe
- Johann Georg Zimmermann (* 1680; † 1734 in Wittenberg), Postmeister
- Torsten Zugehör (* 1972), Oberbürgermeister von Wittenberg